# Aplysina gerardogreeni
Aplysina gerardogreeni är en svampdjursart som beskrevs av Gomez och Bakus 1992. Aplysina gerardogreeni ingår i släktet Aplysina och familjen Aplysinidae. Inga underarter finns listade i Catalogue of Life.